# مزگرایا (بابوشنیتسا)
مزگرایا (به صربی: Mezgraja) یک منطقهٔ مسکونی در صربستان است که در Opština Babušnica واقع شده‌است. مزگرایا ۵۷ نفر جمعیت دارد.